# 恵英紅
恵 英紅（惠 英紅、ワイ・インホン）またはカラ・ワイ（クララ・ウェイ、ベティ・ウェイ、クララ・ワイ、Kara Wai、Kara Hui、1960年2月2日 - ）は、香港の女優。第1回ならびに第16回第36回香港電影金像奨の主演女優賞受賞者。2012年に亡くなった香港のアクション俳優オースティン・ワイ（恵天賜）は実兄。

## 人物・経歴
1960年2月2日、香港に生まれる。恵家は元々は山東省の満州族で清代の満州八旗のひとつ正黄旗葉赫那拉氏の家柄であったが、1949年の共産化の際に糾弾と迫害に遭い、さらに英紅の祖母がむごたらしく殺されたという過去を持つ。一家は香港に逃げのび、1963年に英紅の父が賭博で全財産を失ってからは極貧の生活を送った。8人いた兄弟姉妹の年長者はおのおの京劇団に売られ、
のちに俳優となった兄オースティン・ワイ（恵天賜）も有名京劇団「春秋戯劇学校」に送られた。
やがて、家計を助けるため13歳でナイトクラブのダンサーとして働き始める。そこでショウ・ブラザーズの看板監督であったチャン・チェ（張徹）に見いだされ、1977年『金玉良縁紅楼夢』（原題）の端役としてデビュー、同年チャン・チェ監督作『射鵰英雄伝』（原題）で穆念慈を演じた。チャン・チェは、古来から中国の風習としてよく行われた「義理の親子」の契りを多くの俳優と結んでいるが、長い監督生活の中で義理の娘は唯一惠英紅のみである。
1979年には著名な武術指導で映画監督でもあるラウ・カーリョン（劉家良）に抜擢され、『少林皇帝拳』『マッドクンフー 猿拳』『ワンス・アポン・ア・タイム 英雄少林拳 武館激闘』などの功夫映画に出演し、「劉家班（ラウ・アクションチーム）」の一員として、厳しい撮影や訓練に耐えた。そして主演となる1981年のラウ・カーリョン監督作『レディークンフー 激闘拳』で、第1回香港電影金像奨の主演女優賞を受賞した。李翰祥（リー・ハンシャン）や楚原（チョー・ユン）監督作品などにも数多く出演、「東洋のハリウッド」と呼ばれたショウ・ブラザーズを彩る女性功夫スターの一人として活躍した。
しかし、そのショウ・ブラザーズが1985年に映画から撤退し、無綫電視に事業を一本化した頃から、功夫映画の制作が目に見えて減り、低予算の独立プロダクションが制作する現代アクション映画に出演するようになってゆく。やがてシベール・フーやミシェール・キングといった新進の女性アクションスターに押される格好となり、仕事が激減した。のちに本人が語ったところによると、年齢を重ねるごとに主役から脇役に回され、自身の加齢と向き合うことが出来ず鬱を患い、2000年には睡眠薬による自殺未遂を起こしたこともあったという。
その後も映画やテレビドラマで、アクションのないバイプレイヤーとして地道に活動を続け、2009年の香港マレーシア韓国合作『心魔』（原題）において、中学生と交際する23歳の息子が少女の親から強姦罪で訴えられ示談金のため奔走する母親を演じ、台湾の金馬奨の助演女優賞や香港電影金像奨での主演女優賞など数々の映画祭で女優賞に輝いた。 
2011年にはピーター・チャン（陳可辛）監督作『捜査官X』でドニー・イェンと戦い、久々に本格アクションを披露し助演女優賞にノミネートされている。また、2013年に公開されたジュノ・マック（麥浚龍）監督のヒット作『キョンシー』では金像奨の助演女優賞を獲得。
実力派女優としてのキャリアを重ねつつ近年はアクションのある映画への出演も増えてきており、2017年にはアクション映画『ミセスK 〜裏切りの一撃』で主演を務めた。一方、第36回金像奨においては『幸運是我（原題）』のアルツハイマーに侵された女性の演技で三度目の主演女優賞を受賞した。
また、クララやベティという英語名について、第12回大阪アジアン映画祭のゲストとして登壇した際に、それらは日本でつけられたもので正しくはカラ・ワイ(Kara Wai)であると発言している。

## 主な出演作品
- 1977年
  - 金玉良縁紅楼夢（原題）
  - 射鵰英雄伝（原題）
- 1978年
  - 倚天屠龍記大結局（原題）
  - 南少林寺VS北少林寺（原題：南少林与北少林）
  - 十字鎖喉手（原題）
  - 射鵰英雄伝続集（原題）
  - 蕭十一郎（原題）
- 1979年
  - 軍閥趣史（原題）
  - 少林皇帝拳（原題：爛頭何）
  - マッドクンフー 猿拳（原題：瘋猴）
  - 麻瘋怪拳（原題）
  - 生死門（原題）
  - 風流断剣小小刀（原題）
- 1980年
  - 続・少林寺三十六房（原題：少林搭棚大師）
  - 続・少林虎鶴拳 邪教逆襲（原題：洪文定三破白蓮教）
  - 徐老虎与白寡婦（原題）
  - 乾隆皇与三姑娘（原題）
- 1981年
  - 魔剣俠情（原題）
  - ワンス・アポン・ア・タイム 英雄少林拳 武館激闘（原題：武館）
  - レディークンフー 激闘拳（原題：長輩）
- 1982年
  - 乾隆皇君臣鬥智（原題）
  - 八十二家房客（原題）
  - 如来神拳 カンフーウォーズ（原題：如来神掌）
  - 秘技・十八武芸拳法（原題：十八般武芸）
  - 御猫三戯錦毛鼠（原題）
  - 神経大俠（原題）
- 1983年
  - 掌門人（原題）
  - 六指琴魔（原題）
- 1984年
  - 游俠情（原題）
  - 城市之光（原題）
  - 新飛狐外傳 （原題）
  - 三文治 （原題)
  - 少林寺秘棍房（原題：五郎八卦棍）
- 1986年
  - クラッシュ・エンジェルズ 失われたダイヤモンド（原題：扭計雑牌軍）
  - 孫文（原題：国父孫中山与開国英雄）
  - ユン・ピョウinポリス・ストーリー（原題：神勇雙響炮続集）
- 1987年
  - 幸福を求めて（原題：開心快活人）
  - 仁義なき戦い 復讐・血の掟（原題：龍之家族）
  - ルージュ（原題：胭脂扣）
- 1988年
  - レディ・スクワッド/淑女は拳銃がお好き（原題：霸王花）
  - 龍之争霸（原題）
  - レディー・スクワッド2（原題：神勇飛虎霸王花）
- 1989年
  - 孔雀王
- 1990年
  - 越軌行動（原題）
- 1991年
  - 滾滾紅唇（原題）
  - 鬼整人（原題）
  - 喋血危情 (原題)
  - 酔侠行（原題）
- 1992年
  - 血染紅塵（原題）
  - 虎膽六蛟龍（原題）
  - 殺入地獄（原題）
- 1993年
  - 獄鳳（原題）
  - 獄鳳2（原題）
- 1994年
  - 神鳳苗翠花（原題）
  - 越境大追殺（原題）
  - 青蛇殺手（原題）
- 1996年
  - ビビアン・スーの ロマンシング・ドラゴン（原題： 龍在少林）
- 2003年
  - THE PARK ザ・パーク（原題：咒楽園）
  - インファナル・アフェア 無間序曲（原題：無間道II）
- 2004年
  - ベルベット・レイン（原題：江湖）
- 2005年
  - 神経俠侶（原題）
  - 西遊記リローデッド（原題：情癲大聖）
- 2008年
  - 狼牙 -ライジング・フィスト-（原題：狼牙）
- 2009年
  - 心魔（原題）
- 2010年
  - 功夫詠春（原題）
  - 七十二家房客（原題）
- 2011年
  - Laughing Gor之潛罪犯（原題）
  - 倩女幽魂（原題）
  - 捜査官X（原題：武俠）
  - 蔡李仏拳（原題）
  - 傾城の皇妃 〜乱世を駆ける愛と野望〜（テレビドラマ）
- 2012年
  - 新紅河谷（原題）
  - 結婚那件事 (原題）
  - 繡花鞋（原題）
- 2013年
  - 控制/コントロール（原題：控城計）
  - キョンシー（原題：殭屍）
  - 結婚那件事之後（原題）
  - 謀りの後宮（テレビドラマ、原題：唐宮燕）
- 2014年
  - ミッドナイト・アフター（原題：那夜凌晨，我坐上了旺角開往大埔的紅Van）
- 2015年
  - 百武禁忌（原題）
  - 愛我就陪我看電影（原題）
  - 上身（原題）
- 2016年
  - 本がつなげる恋物語（原題：北京遇上西雅圖之不二情書）
  - 幸福な私（原題：幸運是我）
  - ウォリアー・ゲート 時空を超えた騎士（原題：The Warriors Gate）
- 2017年
  - ミセスK 〜裏切りの一撃（原題：Mrs K) ※2017年第12回大阪アジアン映画祭で上映
  - 血観音（原題：血觀音）
- 2018年
  - 兄弟班（原題）
  - トレイシー（原題：翠絲）
  - 最高の夏、最高の私たち（原題：最好的我們） ※2019東京・中国映画週間で上映
- 2020年
  - モンスターランナー 怪物大戦争（原題：怪物先生）
- 2021年
  - 上陽賦〜運命の王妃〜（テレビドラマ、原題：上陽賦）
- 2023年
  - 愛してる!（原題：我愛你!） ※2023東京・中国映画週間で上映
- 2024年
  - スケッチ〜彼女と描いた光〜（原題：灿烂的她） ※2024東京・中国映画週間で上映

## 主な受賞
- 1982年
  - 第1回香港電影金像奨 主演女優賞『レディークンフー 激闘拳』
- 2009年
  - 第46回金馬奨 助演女優賞『心魔』
  - 第16回香港電影評論学会大奨 最優秀女優賞『心魔』
- 2010年
  - 第4回アジア・フィルム・アワード 助演女優賞『心魔』
  - 第29回香港電影金像奨 主演女優賞『心魔』
  - 第10回華語電影伝媒大獎 助演女優賞『心魔』
  - 第10回中国長春電影節 助演女優賞『心魔』
  - 第8回ウラジオストク国際映画祭 助演女優賞『心魔』
- 2014年
  - 第34回香港電影金像奨 助演女優賞『キョンシー』
- 2017年
  - 第36回香港電影金像奨 主演女優賞『幸運是我』
  - 第54回金馬奨 主演女優賞『血観音』